# Ана Корнута
Ана Миколајевна Корнута (укр. Анна Миколаївна Корнута; Харков, 10. новембар 1988) је украјинска атлетичарка, специјалиста за скок удаљ. Учесница је Летњих олимпијских игара 2016. у Рио де Жанеиру.

## Биографија и каријера
Завршила је Краковску државну академију за физичку културу.
У 2016. години освојила је међународни турнир „Меморијал Франциско Рамон Игерас” . Учествоваја је и на Европском првенству у Амстердаму и на Олимпијским играма у Рију .
Освојила на два национална првенства у дворани 2013. и 2016. године

## Значајнији резултати
| Год  | Такмичење                   | Место                  | Пласман | Дисциплина | Резултат |
| ---- | --------------------------- | ---------------------- | ------- | ---------- | -------- |
| 2013 | Светско првенство           | Москва, Русија         | 15.     | скок удаљ  | 6,53 м   |
| 2014 | Светско првенство у дворани | Сопот, Пољска          | 11.     | скок удаљ  | 6,35 м   |
| 2015 | Летняя Универсиада          | Квангџу, Јужна Кореја  | 16.     | скок удаљ  | 5,98 м   |
| 2015 | Летняя Универсиада          | Квангџу, Јужна Кореја  | 7.      | троскок    | 13,27 м  |
| 2016 | Рвропско првенство          | Амстердам, Холандија   | 11.     | скок удаљу | 6,42 м   |
| 2016 | Олимпијске игре             | Рио де Жанеиро, Бразил | 19.     | скок удаљу | 6,37 м   |

## Лични рекорди
| Дисципина              | Резултат | Датум           | Место           |
| ---------------------- | -------- | --------------- | --------------- |
| Скок удаљ на отвореном | 6,72     | 14. јун 2013.   | Кијев, Украјина |
| Скок удаљ у дворани    | 6,53     | 21. фебруар2013 | Суми, Украјина  |